# めめしいアヒルの子
『めめしいアヒルの子』（めめしいアヒルのこ、英: The Sissy Duckling）は、1999年のアメリカ合衆国のアニメーション映画。
本国米国ではテレビアニメとして放映された。
日本では2001年7月22日に第10回東京国際レズビアン&ゲイ映画祭で上映された。

## ストーリー
「Sissy」（めめしい・弱虫）というあだ名をつけられて、仲間から馬鹿にされるかわいいアヒルの物語。

## 声の出演
- ナレーション: シャロン・ストーン
- エルマー: ハーヴェイ・ファイアスタイン
- エルマーの母: メリッサ・エスリッジ（英語版）
- エルマーの父: エドワード・アズナー
- 母アヒル2: デビ・メイザー
- アヒルの子・ドレイク: ダン・バトラー
- アブナー: アンディ・ディック（英語版）
- 母アヒル1: キャシー・ナジミー
- 大アヒル: スティーヴン・ルート